# Xinxin Ming
 (avril 2020).
Le Xinxin Ming ou Sin Sin Ming est le nom chinois (Shin Jin Mei en japonais) d'un court poème du bouddhisme zen attribué au troisième patriarche chinois Sengcan, au VIe siècle. C'est le plus ancien texte sacré du ch'an et du zen. Il est basé sur l'enseignement de la non-dualité. Une des traductions de Xinxin Ming est : Recueil de poèmes sur la foi en l'esprit.

## Description
L'ouvrage se compose de 584 idéogrammes répartis en 146 phrases comportant chacune quatre idéogrammes. Il a inspiré des milliers de koans du zen Rinzai, mais est aussi un texte de référence pour l'école Soto. Le maître zen Dôgen a étudié ce poème dans son livre Eihei Kôroku.

## Sources
- (en) Song of Trusting the Heart: A Classic Zen Poem for Daily Meditation par Tamarack Song, page 17.
- Seng Ts'an (trad. Daniel Giraud), Hsin Hsin Ming, Paris, Arfuyen, 1992 (lire en ligne).
- L'esprit du Ch'an, aux sources chinoises du zen, traduction et commentaires du Shin Jin Mei par Taisen Deshimaru, Albin Michel, 2000
- Tch'an, zen, racines et floraisons,  L.Wang et J. Masui